# San Juan Raboso
San Juan Raboso es una localidad mexicana, ubicada en el municipio de Izúcar de Matamoros, en el estado de Puebla.

## Geografía
Se encuentra a una altitud de 1 260 m s. n. m., aproximadamente a 73.7 km de la capital estatal, la ciudad de Puebla.

## Demografía

### Población
Conforme al Censo de Población y Vivienda 2010 realizado por el Instituto Nacional de Estadística y Geografía (INEGI) con fecha censal del 12 de junio de 2010, San Juan Raboso contaba hasta ese año con un total de 3 637 habitantes, de dicha cifra, 1 733 eran hombres y 1 904 eran mujeres.
Y de acuerdo con el Censo de Población y Vivienda 2020, en el año 2020, tenía 4 241 habitantes de los cuales 2 095 eran hombres y 2 146 eran mujeres.

## Economía
Principalmente la producción de maíz y la producción ganadera.

## Seguridad
Los habitantes de San Juan Raboso al ver la violencia que hay decidieron qué harían patrullaje nocturno.
| Gráfica de evolución demográfica de San Juan Raboso entre 1900 y 2010                                        |
| |
| Instituto Nacional de Estadística y Geografía. «Archivo histórico de localidades». Consultado el 17-08-2017. |

http://municipiospuebla.mx/nota/2014-09-03/izucar-de-matamoros/armados-civiles-vigilan-calles-de-san-juan-raboso/
https://www.eumed.net/libros/1701/patrimonio-azucarero.html